# Tầng Serravalle
| Hệ/ Kỷ                                 | Thống/ Thế   | Bậc/ Kỳ    | Tuổi (Ma) | Tuổi (Ma) |
| -------------------------------------- | ------------ | ---------- | --------- | --------- |
| Đệ Tứ                                  | Pleistocen   | Gelasia    | trẻ hơn   | trẻ hơn   |
| Neogen                                 | Pliocen      | Piacenza   | 2.588     | 3.600     |
| Neogen                                 | Pliocen      | Zancle     | 3.600     | 5.333     |
| Neogen                                 | Miocen       | Messina    | 5.333     | 7.246     |
| Neogen                                 | Miocen       | Tortona    | 7.246     | 11.63     |
| Neogen                                 | Miocen       | Serravalle | 11.63     | 13.82     |
| Neogen                                 | Miocen       | Langhe     | 13.82     | 15.97     |
| Neogen                                 | Miocen       | Burdigala  | 15.97     | 20.44     |
| Neogen                                 | Miocen       | Aquitane   | 20.44     | 23.03     |
| Paleogen                               | Thế Oligocen | Chatti     | già hơn   | già hơn   |
| Phân chia kỷ Neogen theo ICS năm 2017. |              |            |           |           |

Tầng Serravalle trong niên đại địa chất là kỳ giữa của thế Miocen, và trong thời địa tầng học là bậc giữa của thống Miocen. Kỳ Serravalle tồn tại từ ~ 13.82 Ma đến 11.63 Ma (Ma: Megaannum, triệu năm trước).
Kỳ Serravalle kế tục kỳ Langhe, và tiếp sau là kỳ Tortona của cùng thế Miocen.
Nó trùng với phần giữa của Astaracia thuộc Vùng lớn động vật có vú trên đất liền châu Âu, Barstovia trên và dưới Clarendonia kỳ Các loài động vật có vú đất liền Bắc Mỹ và Laventan, và Mayoan dưới của kỳ Các loài động vật có vú đất liền ở Nam Mỹ. Nó cũng trùng các kỳ Sarmatia và Badenia trên của thang thời gian Paratethys của Trung và Đông Âu.

## Địa tầng
Tầng Serravalle được nhà địa chất Ý Lorenzo Pareto giới thiệu vào năm 1865. Tầng được đặt theo tên của thị trấn Serravalle Scrivia ở miền bắc nước Ý.
Đáy của Serravalle là nơi xuất hiện hóa thạch đầu tiên của các loài nanoplankton  loài Sphenolithus heteromorphus và nằm trong đới địa thời C5ABr. 
Hồ sơ tham chiếu chính thức (GSSP) cho Serravalle nằm trong khu vực 'Ras il-Pellegrin', nằm ở mũi đất 'Ras il-Pellegrin' trong vùng lân cận của Vịnh 'Fomm ir-Rih', tây nam Malta. Đáy của Serravalle được thể hiện trên thực địa là ranh giới hình thành giữa hệ tầng Đá vôi Globigerina và hệ tầng Đất sét xanh. Đáy của Serravalle có liên quan đến sự thiên lệch đồng vị oxy Mi3b đánh dấu sự khởi đầu của bước chuyển lạnh Miocen giữa.
Đỉnh của Serravallian (đáy của giai đoạn Tortonian) là lần xuất hiện chung cuối cùng của nannoplankton dạng vôi Discoaster kugleri và sinh vật phù du trùng lỗ Globigerinoides subquadratus. Nó cũng được liên kết với chronozone phân cực bình thường ngắn C5r.2n.